# Jasper Lake, Alberta
Jasper Lake är en sjö i Kanada.   Den ligger i provinsen Alberta, i den centrala delen av landet, 3 100 km väster om huvudstaden Ottawa. Jasper Lake ligger 999 meter över havet. Arean är 12,7 kvadratkilometer. Den sträcker sig 11,9 kilometer i nord-sydlig riktning, och 7,9 kilometer i öst-västlig riktning.
I omgivningarna runt Jasper Lake växer i huvudsak barrskog. Trakten runt Jasper Lake är nära nog obefolkad, med mindre än två invånare per kvadratkilometer.